# ماتيلد لودندورف
ماتيلد فريدريك كارولين لودندورف (ولدت ماتيلد شبيس في 4 أكتوبر 1877، وتوفيت في 24 يونيو 1966) كانت طبيبة نفسية ألمانية، وشخصية بارزة في حركة فولكيش المعروفة بأفكارها غير التقليدية (الباطنية) والتآمرية. زوجها الثالث كان الجنرال إريك لودندورف. أسست مع لودندورف «Bund für Gotteserkenntnis (جمعية معرفة الله)»، وهي جمعية صغيرة وغامضة إلى حد ما من المؤمنين، والتي حُظرت رسميًا منذ عام 1961 حتى عام 1977.

## الحياة المبكرة والتعليم
ولدت ماتيلد شبيس في فيسبادن، هيسن في وسط ألمانيا، وهي ابنة البروفيسور الدكتور فيل. برنهارد شبيس والذي كان مدرسًا في مدرسة فيسبادن. التحقت بمدرسة خاصة وحكومية للبنات. وعلى الرغم من إمكانياتهم المتواضعة، تمكن الأب من توفير تعليم مهني علمي لبناته، وهو أمر غير معتاد في ذلك الوقت. تدربت منذ عام 1893 حتى عام 1895 لتصبح معلمة في مدرسة للفتيات، وفي عام 1896 بدأت التدريس، في البداية في مدرسة داخلية للفتيات في بيبريش. وفرت ما يكفي من المال لحضور الدروس المسائية في مدرسة للبنات في كارلسروه منذ عام 1900 حتى عام 1901، للحصول على شهادة ثانوية.
خلال الفصل الدراسي الشتوي لعام 1901/1902، بدأت دراسة الطب في جامعة ألبرت لودفيغ في فرايبورغ، حيث حضرت محاضرات أوغست وايزمان حول الأصل المشترك (Vorlesungen über Deszendenztheorie) من بين أمور أخرى.
في عام 1904، تزوجت من أستاذها عالم التشريح غوستاف أدولف فون كيمنتس، وانتقلت إلى ميونيخ عام 1905، حيث أنجبت ابنة، إنجبورج فون كيمنتس (1906-1970) والتوأم أسكو (1909-1992) وهانو (1909-1990). بعد ذلك بعامين، في عام 1911، تابعت دراساتها الطبية المتقطعة في ميونيخ حتى عام 1912، من ثم داومت في تدريب السنة العلمية الطبية دوامًا جزئيًا في قسم أمراض النساء في جامعة بون، وأخذت الموافقة الطبية بعدها في عام 1913. تخرجت أيضًا في عام 1913 بدرجة الدكتوراه في علم الأعصاب مع أطروحة تتناول الطبيعة الوراثية للاختلافات العقلية بين الجنسين.

## حياتها المهنية
تطوعت منذ عام 1913 حتى عام 1914 مع الطبيب النفسي إميل كريبيلين ولفترة قصيرة كان لها مكتبها الخاص. أصيبت بمرض السل في الرئة في عام 1915. وعندما تعافت في عام 1915، استلمت منصب المدير الطبي لـ «منزل نقاهة الضباط» (مكان الاستجمام / إعادة تأهيل الضباط العسكريين) في بارتنكيرشن وغارميش وافتتحت مكتب طب الأعصاب الخاص بها. وبالتوازي مع انشغالها المتزايد بفلسفة كانط وشوبنهاور في عام 1916، أسست منتجعًا صحيًا خاصًا في عام 1917. وتوفي زوجها في عام 1917 أثناء حادث في الجبال.
في عام 1919، تزوجت من إدموند جورج كلاين، وهو رائد متقاعد وتطلقت بعد عامين. عملت بعد ذلك في مكتب في ميونيخ. وتعرفت من خلال جوتفريد فيدر على الجنرال إريك لودندورف، الذي كان قائد الأنشطة العسكرية الألمانية خلال النصف الثاني من الحرب العالمية الأولى. أصبحت زوجته السابقة مريضة ماتيلد النفسية. تزوجت ماتيلد من لودندورف في 14 سبتمبر 1926 في توتزينج.
أصبحت منتقدة قوية للأديان الموجودة في ألمانيا في عصرها وتركت اللوثرية رسميًا في عام 1913.